# 周亮采
周亮采（1449年—？），字秉臣，直隸蘇州府吳縣人，民籍，明朝政治人物。

## 生平
成化十六年（1480年）庚子科應天府鄉試第四十一名舉人。成化二十三年（1487年）中式丁未科會試第二百十九名，三甲第十七名進士。

## 家族
曾祖周仲立，封中書舍人；祖父周璿，中書舍人；父周浩，中書舍人  贈鴻臚寺丞。母凌氏（封太安人）。慈侍下。